# Orientelmis parvula
Orientelmis parvula is een keversoort uit de familie beekkevers (Elmidae). De wetenschappelijke naam van de soort werd in 1961 gepubliceerd door Nomura & Baba.